# Ptilopsis
Ptilopsis Kaup, 1848 è un genere di uccelli della famiglia degli Strigidi.

## Tassonomia
Comprende le seguenti specie:
- Ptilopsis leucotis (Temminck, 1820)  - assiolo facciabianca settentrionale
- Ptilopsis granti (Kollibay, 1910) - assiolo facciabianca meridionale